# Ophioleuce seminudum
Ophioleuce seminudum är en ormstjärneart som beskrevs av Jean Baptiste François René Koehler 1904. Ophioleuce seminudum ingår i släktet Ophioleuce och familjen fransormstjärnor. Inga underarter finns listade i Catalogue of Life.